# Wolvenhoek
De Wolvenhoek is een straat en helling in de Vlaamse Ardennen in Sint-Goriks-Oudenhove, deelgemeente van de Belgische stad Zottegem. De Wolvenhoek loopt omhoog parallel met de Slijpstraat-Kortendries en ligt tussen Steenland en de Kortendries. De straat ligt op de rode lus van de Ronde van Vlaanderenroute. Aan de voet van de Wolvenhoek ligt de 19de-eeuwse hoeve 'Wolvenhof'.
De straat heeft regelmatig last gehad van een glad wegdek. Door water dat afkomstig was van de nabijgelegen akkers of uit de grond opborrelde, ontstond een modderig wegdek, met diverse valpartijen tot gevolg.

## Afbeeldingen

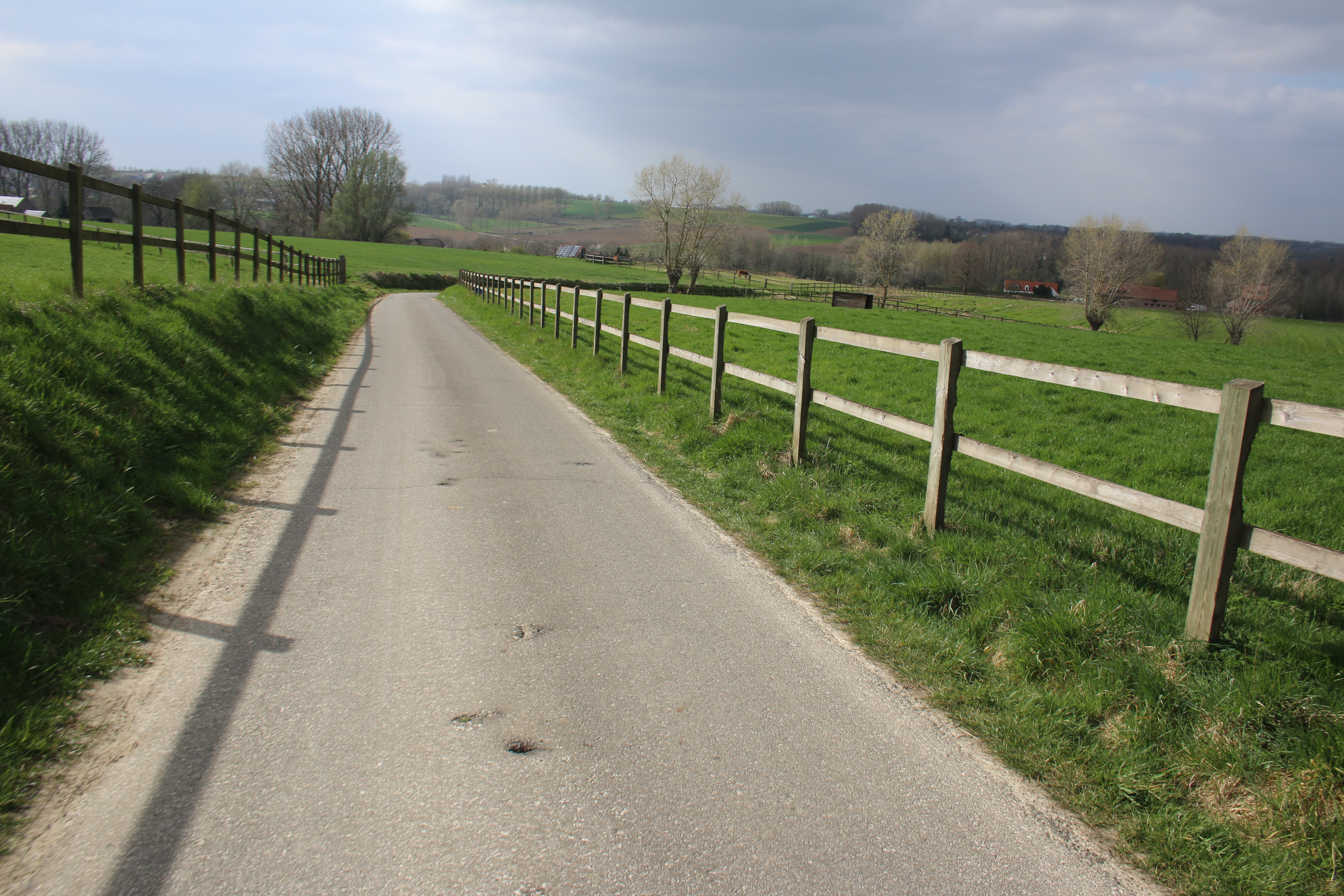
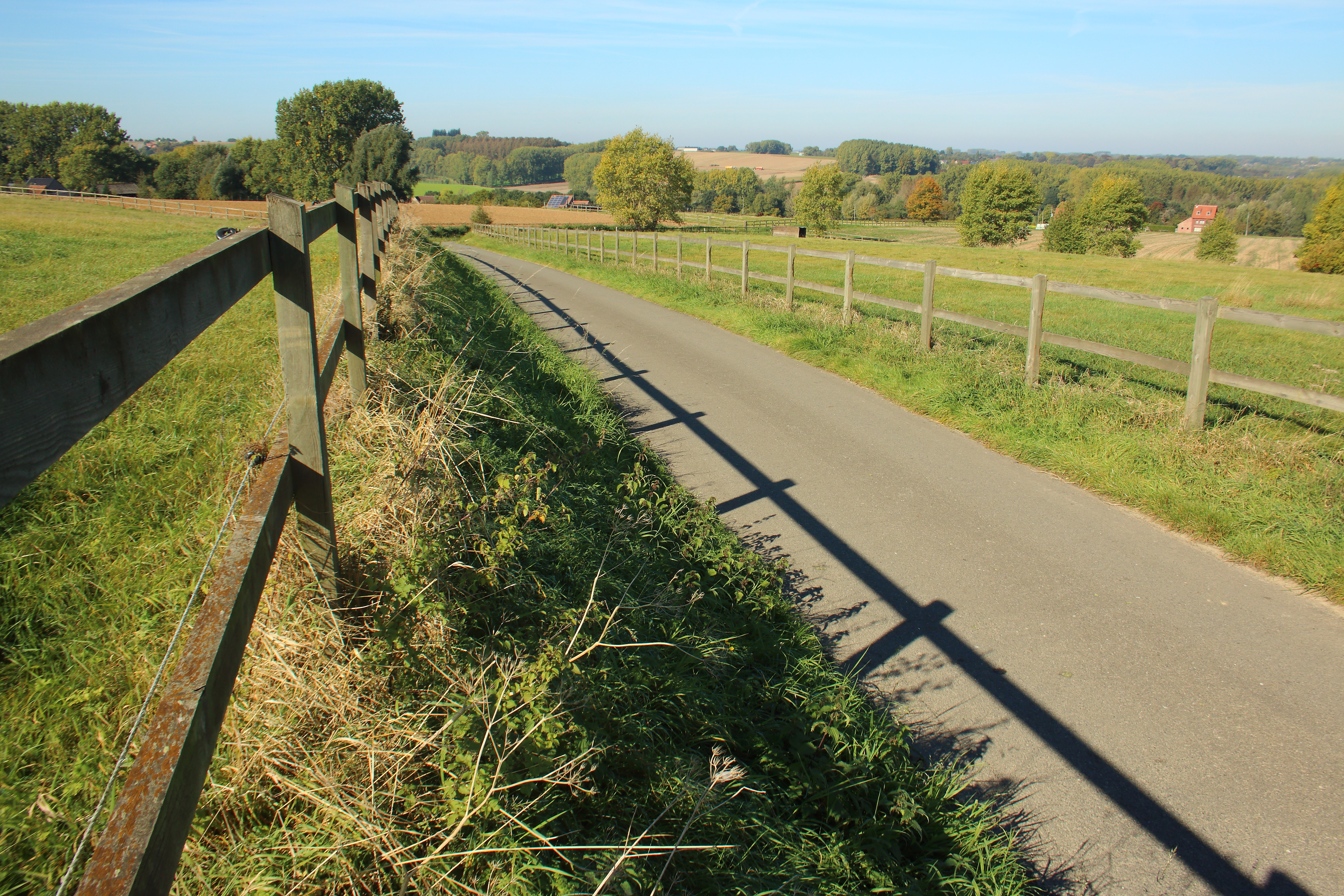
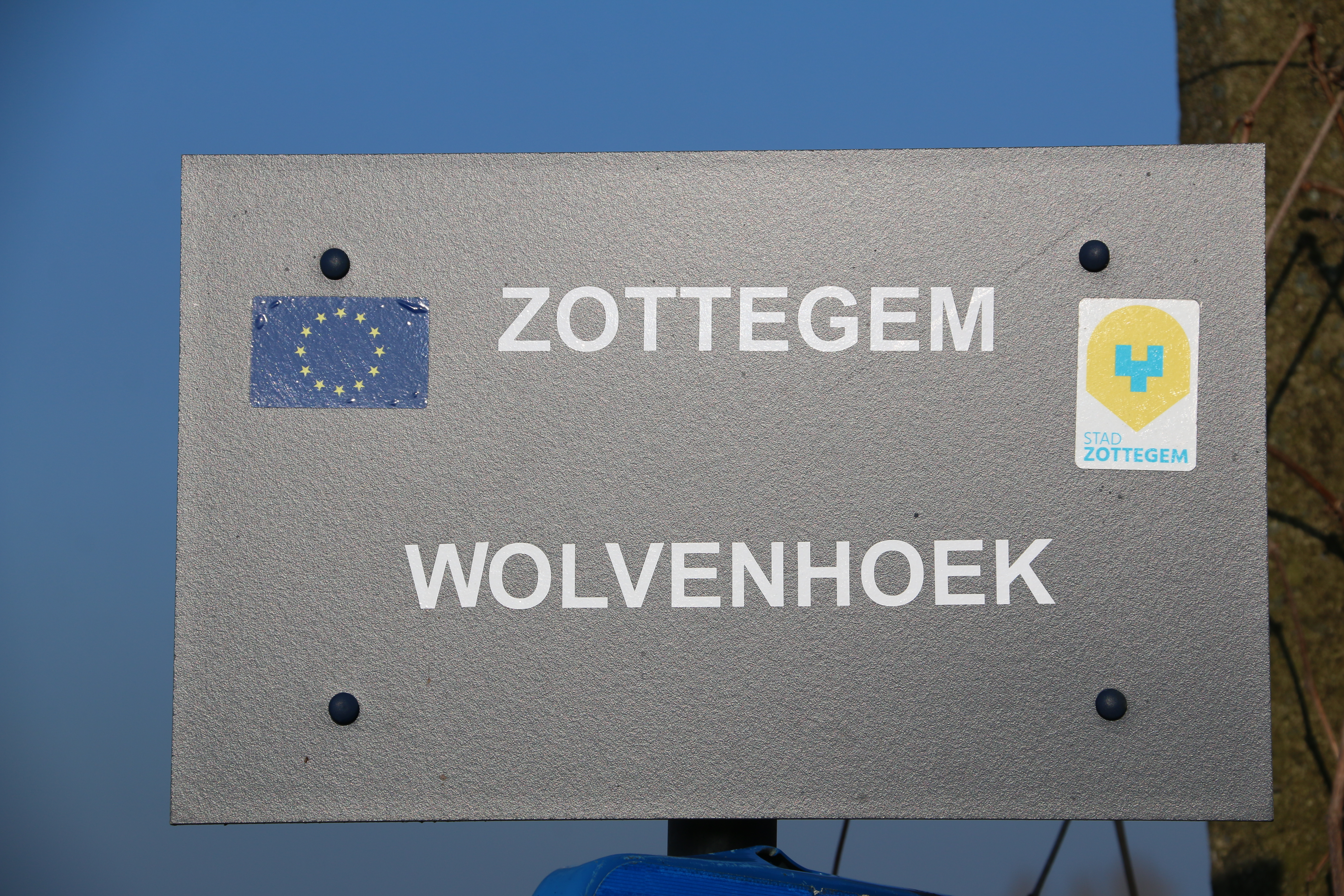
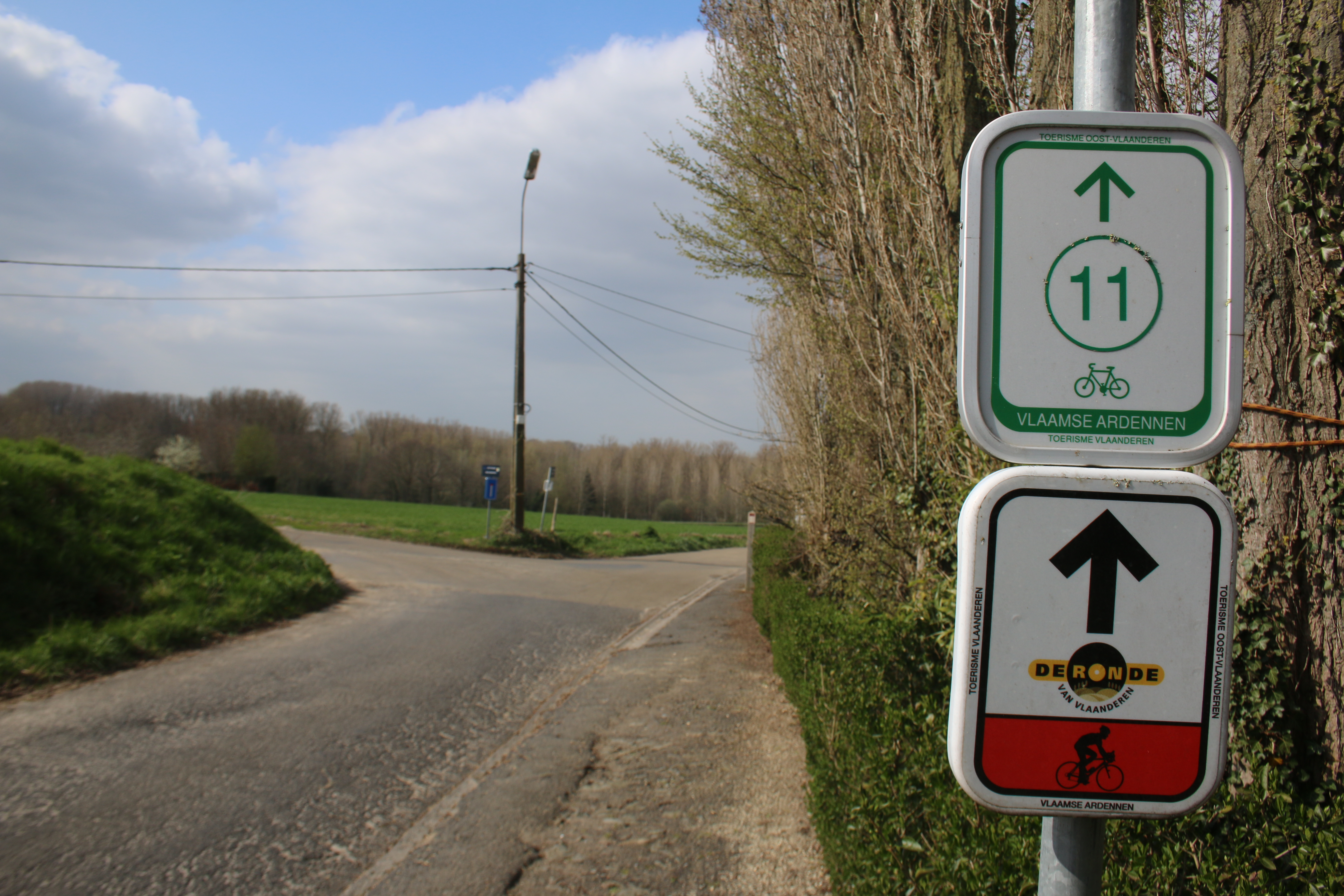
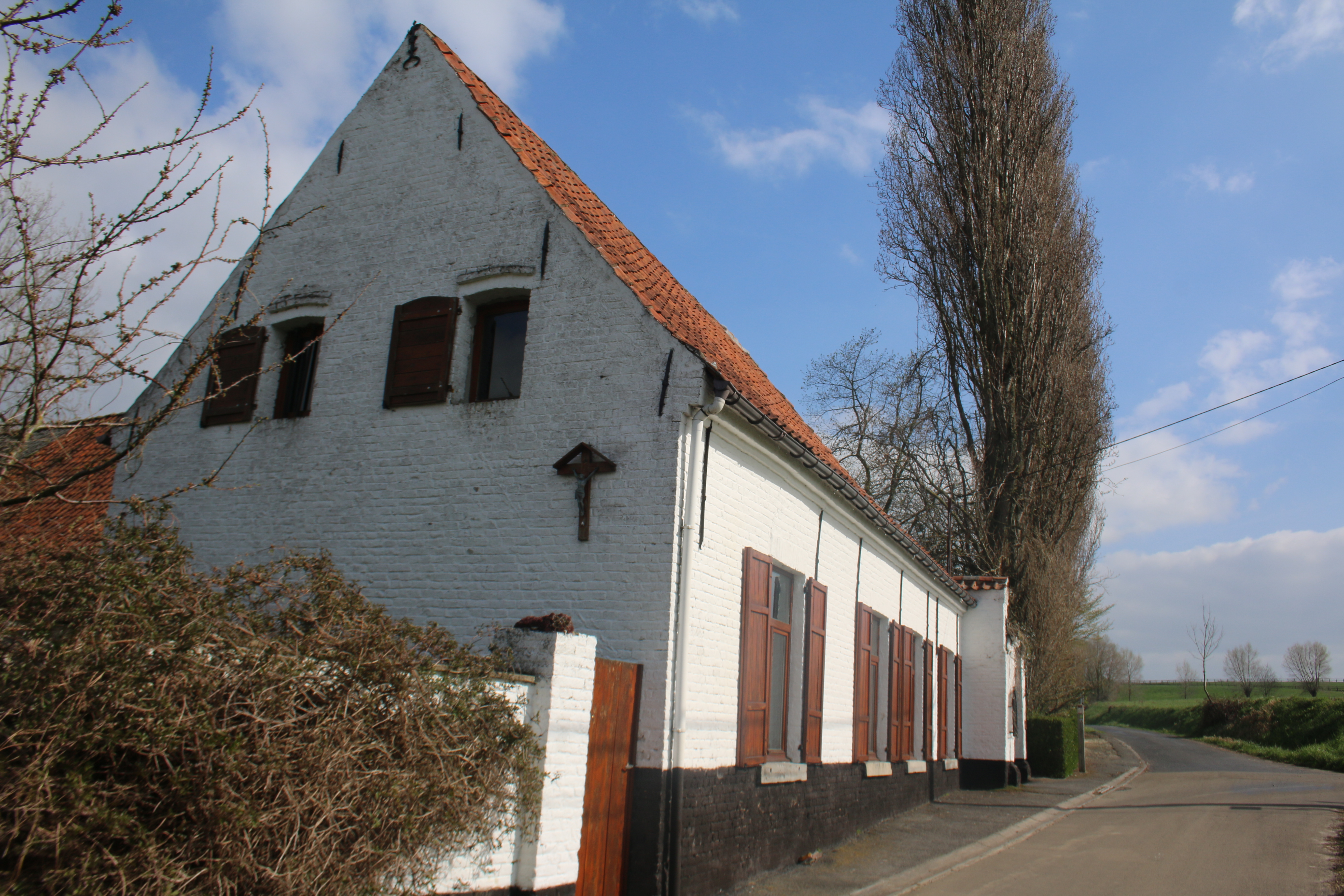
Het Wolvenhof